# 质量效应：仙女座
《质量效应：仙女座》是一款由BioWare开发、艺电发售的动作角色扮演第三人称射击游戏，对应Microsoft Windows、PlayStation 4和Xbox One平台。《質量效應：仙女座》是整個系列中第一個採用開放世界環境的遊戲。游戏尽管和系列原三部曲设定相同，但被视为衍生作品而非第4部作品。艺电在2015年6月15日E3新闻发布会上正式公布作品，游戏于2017年3月21日在北美地区发售，3月23日在欧洲地区发售。

## 玩法
《質量效應：仙女座》是一款動作角色扮演遊戲，玩家以第三人稱角度來控制Sara或Scott Ryder其中之一。兩位Ryder的外表和名字都可以由玩家決定。在職業方面，不同之前「質量效應系列」的設定，之前玩家每次開始新遊戲時都要在六個不同角色職業中選擇一種，各個職業都有自己獨特的技能，今集取以代之的是可自由分配玩家想要的任何技能，並在遊戲過程期間建立一個專長。玩家還需要在某些星球中探險和執行任務，而且每個星球都有屬於自己的惡劣環境影響玩家的生存，只要破解行星中的遺跡就改善這些惡劣環境，還能增加行星的適居性（Viability）來解鎖更多功能。
《質量效應：仙女座》和《質量效應3》一樣有多人模式，名為Strike Team Mission。Strike Team Mission有分兩種，一種就是普通的任務，就是派遣玩家聘請過來的NPC執行任務，成功的話就會獲得獎賞。另一種就是APEX任務，APEX任務就是需要玩家在網上參與的作戰行動，成功的獎賞比一般任務更豐富。不過，Strike Team Mission不會對單機故事的劇情進展有任何影響。

## 情節
遊戲發生在前三個質量效應事件的600年後，位於仙女座星系。玩家要從Scott Ryder（男性）或Sara Ryder（女性）雙胞胎中選擇，並與另一位繼續進行故事。他們是Alec Ryder的孩子，他是一名前星聯N7特種部隊士兵和「仙女座開拓團」（Andromeda Initiatives）組織所指派的人類「開拓者」（Pathfinder），參與為銀河系的五大智慧人種（地球人、阿莎麗人、突銳人、塞拉睿人和克洛根人）尋找宜居的殖民地而發掘新星球的任務。
人類（地球人）的方舟「海伯利安號」到達仙女座星系的「赫利俄斯星團」（Heleus Cluster）時，船身碰上了一股黑暗能量風暴而受損，不過眼前卻是組織計劃好「黃金世界」—「第七棲息地」（Habitat 7）的類地行星，Alec Ryder帶隊下去調查，發現該星球的空氣不適合人類呼吸，還時常打著不穩定的雷暴，隊伍還被一群神秘的外星人襲擊，不過Ryder父子/女在星球上找到和啟動了一個神秘的設施，但設施突然爆炸將兩人轟飛並跌下毒沼，Scott/Sara因頭盔破碎而窒息，Alec為了拯救自己的兒子/女兒，將自己的頭盔脫下來給他/她戴上而犧牲自己，死前還將開拓者的名銜和人工智能系統"SAM"的神經網絡鏈結交給自己的兒子/女兒繼承，令Scott/Sara唯有擔當起開拓者的使命。
當方舟到達仙女座開拓團的旗艦"Nexus"時，居然沒人出來迎接，當地人告訴Ryder，方舟已經比原定計劃遲了14個月到達，還和其他方舟失去聯絡，開拓團官方為了開源節流所以不將部分的殖民者從冬眠艙中喚醒。而且在這期間，Nexus上的人民聽說了在初次探測後發現之前觀測過的星球都已經變得不再宜居的消息，不滿和絕望的人要求投票返回銀河系，甚至發生了起義事件，平息後參與起義的人被逐出Nexus成為「流放者」（Exiles）。官員們告訴Ryder，他們的方舟所碰上的黑暗能量風暴名為「鞭棘」（The Scourge），此事象令到黃金世界的環境遭到異變，變得不適合生存。而襲擊他們的神秘外星種族名為「凱特」（Kett），令來自銀河系的殖民者在異地中尋找新家園的進展遇上嚴重困難。所以身為開拓者的Ryder，乘坐最先進的探索太空船「暴風號」（Tempest），帶領小隊在各星球上尋找解決殖民者面臨著的資源枯竭問題之外，還要尋找回失去了聯絡的方舟。

## 評價
《质量效应：仙女座》在发售后获得业内一般的评价。大部份遊戲評論網站給《質量效應：仙女座》6-8分，屬「比較良好」的評價，但不及系列前作。玩家對遊戲的評價毀譽參半，正面評價就是戰鬥系統比上作三代大大改進，而且開放式世界和眾多的支線任務增加了遊戲的耐玩性，玩家的對白選項比前三代的更道德中立。但負面評價方面除了劇情普通和人物描寫平淡之外，還發現很多未修正的bug，大部份玩家主要針對的缺失都是人物面部表情過於生硬和和建模醜陋，有玩家懷疑Bioware這樣做是為了避免被人批評遊戲「物化女性」。
然而遊戲評論員Ethan Ralph放出一件緋聞，指BioWare聘請一位沒有遊戲設計經驗的女性職員Allie Rose-Marie Leost來擔當首席人物臉部造型設計師，批評她靠賣弄色相上位，Ralph還帶領玩家對她的社交網站處發起一連串的死亡及強姦威脅行為。但BioWare事後在Twitter中否認Leost是該遊戲的開發組的領導層成員，而且她只是藝電的前員工，與BioWare無任何關係。